# Banu Ifran

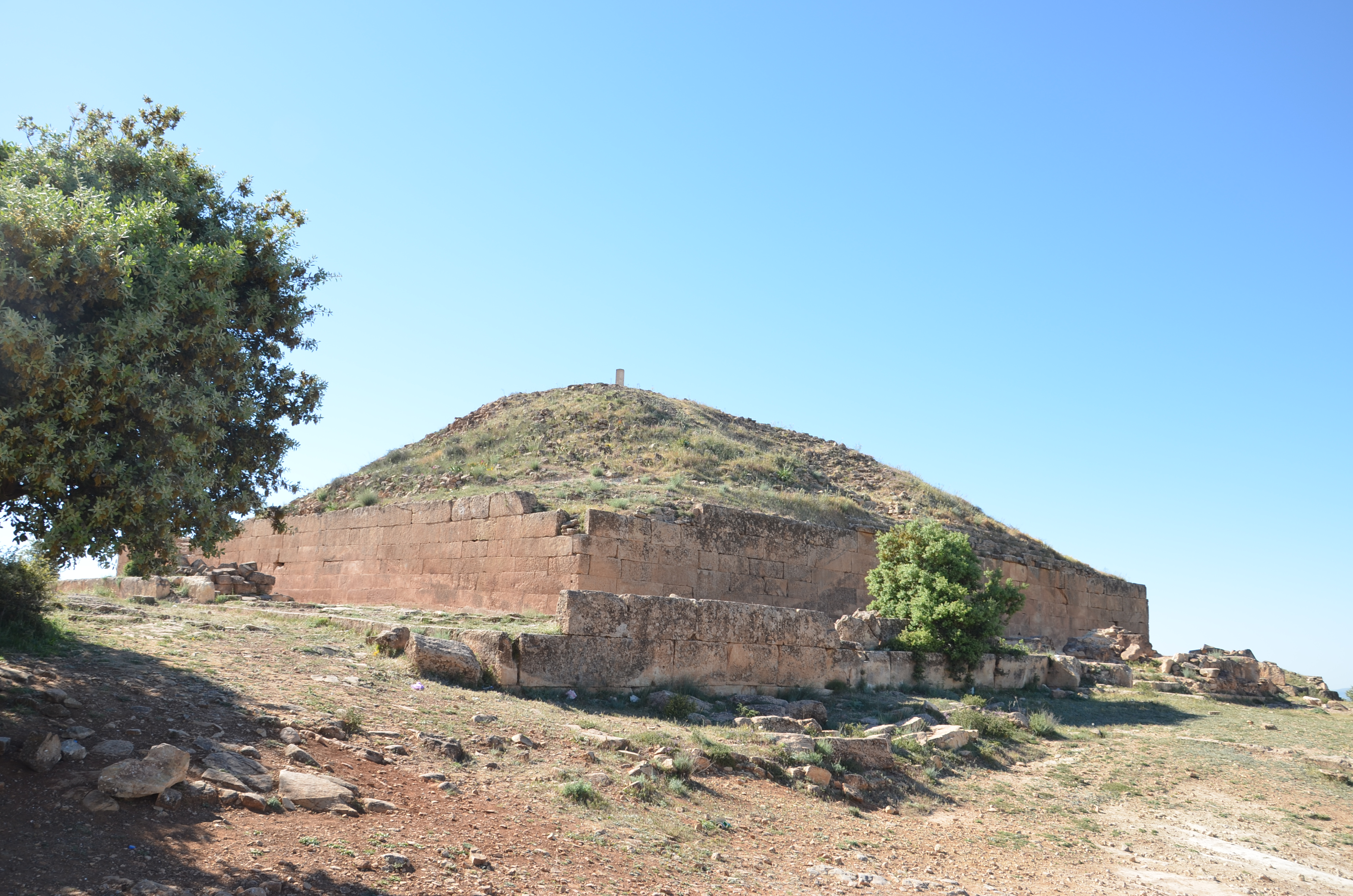
Jedar A bei Frenda

Die Banu Ifran, auch Beni Ifran (Berbersprachen, „Söhne der Höhlen“), waren ein historischer Berberstamm im westlichen Algerien und im Nordwesten Marokkos.

## Geschichte
Laut Ibn Khaldoun wehrten sich die Banu Ifran, ein Stamm der Zanata-Berber im westlichen Algerien, bereits gegen die Römer sowie gegen die Vandalen und Byzantiner. Sie selbst führten jedoch ihre Abstammung auf Kahina, eine sagenumwobene Berberkönigin des 8. Jahrhunderts, zurück. In dieser Zeit übernahmen sie den charidschitischen Islam und bildeten bei der heutigen Ortschaft Agadir (ca. 2 km östlich von Tlemcen) zwischen 765 und 786 ein „Kalifat“ unter Abu Qurra. Zunächst kam es zu Kämpfen mit den abbasidischen Statthaltern von Ifrīqiya, die in einem charidschitischen Angriff auf Kairouan gipfelten (772). Dabei wurden die Charidschiten unter Abu Qurra und Ibn Rustam schwer geschlagen.
Während Ibn Rustam das Imamat von Tahert gründete (Rustamiden), geriet Agadir im Jahr 786 unter die Herrschaft der Magrawa. Mit der Eroberung durch Idris I. verlor die Stadt völlig an Bedeutung. Zwar konnten sich die Banu Ifran weiter im westlichen Algerien behaupten, doch wurden sie im Jahr 958 von den Fatimiden schwer geschlagen, als sie ein Bündnis mit dem Kalifat von Córdoba eingingen. Trotz andauerndem Widerstand gegen die Fatimiden und ihre Verbündeten wurden die Banu Ifran nach Marokko abgedrängt. Im 10. Jahrhundert siedelten sie in der Region um Kasba Tadla, später in der Region Zaer; ihre Hauptstadt war Salé an der Atlantikküste. Im Jahr 994 unterlagen sie den Magrawa. Große Teile des Stammes siedelten nach Andalusien über oder wurden im 11. Jahrhundert von den aufstrebenden Almoraviden zerstreut.

## Bauten
Wahrscheinlich sind die vom 4.–7. Jahrhundert entstandenen Jedar-Grabbauten bei der heutigen Stadt Frenda das Werk der Banu Ifran.